# Буор-Хая (губа)
Буо́р-Хая́ — губа в южной части моря Лаптевых, к юго-востоку от дельты реки Лена. Длина — 120 км, ширина у входа — 110 км, глубина до 18 м. Порт Тикси. Расположен на территории Республики Якутия России.
С востока ограничена мысом Буор-Хая.
На западном берегу губы находится бухта Тикси и полуостров Быковский.
Бухта Тикси и Быковского полуострова лежит на западном берегу залива Буор-Хая. В середине залива расположен остров Муостах.
В залив впадает одна крупная река — Омолой, а также реки поменьше (Орто-Стан, Дягарын) — устье реки находится на восточном побережье. Море в этом заливе замерзает примерно на девять месяцев в году.
В заливе находится брошенная полярная станция.

## Впадающие реки
В залив впадает множество рек, крупнейшие из которых это Омолой, Кулой, Найба, Хара-Улах, Улахан-Бильдях, Орто-Стан.